# Mạnh Bích
Mạnh Bích (1929 – 30 tháng 1 năm 2006) là một nhà văn, nhạc sĩ tiền chiến Việt Nam, nổi bật qua ca khúc Thôn trăng.

## Cuộc đời
Mạnh Bích tên thật là Nguyễn Mạnh Yên, sinh năm 1929 tại Huế trong một gia đình trung lưu. Thuở nhỏ, ông học tại trường Vạn Xuân ở Huế và thời trung học ông học ở trường Trường Khải Định.
Sau khi ông đậu tú tài, ông học tại trường Đại học Văn khoa Sài Gòn, và dạy Pháp văn và Việt văn trong một số trường học. Ông từng học Tây ban cầm với nhạc sĩ Ưng Tiến.
Từ năm 1942 cho đến năm 1949, ông sang Paris du học hàm thụ âm nhạc.
Ngoài vai trò nhạc sĩ, ông cũng viết văn và làm thơ. Sau năm 1975, ông bị bắt đi cải tạo tại Việt Nam, cho đến năm 1983 thì được sang Pháp định cư. Năm 1984, ông đi dạy học tại các trường Georges Brassens và André Maurois (Académie de Versailles, ngoại ô Paris) cho đến khi nghỉ hưu vào năm 1995.
Ông qua đời ngày 30 tháng 1 năm 2006 tại Versailles, Pháp.
Ngoài vai trò nhạc sĩ, ông còn là một nhà văn, một nhà thơ chuyên nghiệp. Ông từng xuất bản quyển Le Viet-Nam crucifié, nói về lịch sử Việt Nam từ năm 1945 cho đến năm 1975 và một số quyển sách khác.

## Thôn trăng
Được xem là tác phẩm về nhạc quê hương mà có lẽ là nổi tiếng nhất của ông, đã được rất nhiều ca sĩ trình bày, trong đó có Duy Khánh, Hoàng Oanh, Hương Lan, Nhóm Phù Sa, Quang Linh trình diễn, và mới đây nhất là ca sĩ Như Quỳnh trình diễn trong chương trình Paris By Night 111.
Tuy nhiên, người trình bày đầu tiên có lẽ là hai vợ chồng ca sĩ Ngọc Cẩm và Nguyễn Hữu Thiết.
Đêm nay trăng soi thôn trăng (gió đưa, gió đưa) nhịp chày vang chày vang
Trăng đến vui thôn làng cho nặng lòng tình quê hương
Êm êm trên sông ven thôn gió đưa gió đưa giọng hò khoan hò khoan
Nghe sóng vỗ mạn thuyền khêu gợi tình tình quê hương
Nghe sóng vỗ mạn thuyền thêm nặng lòng biết bao là tình...
Bài hát được xuất bản vào năm 1958 bởi nhà xuất bản Tinh Hoa Miền Nam.

## Tác phẩm

### Âm nhạc
Danh sách này không đầy đủ, bạn cũng có thể giúp mở rộng danh sách.
- Anh ghép tên em vào tên anh
- Không bao giờ em khóc
- Cánh phượng (viết chung với Hoàng Lang)
- Chốn cũ đường xưa
- Cho tôi một ngày
- Dưới bóng dừa (viết chung với Y Vân)
- Đón mẹ
- Đà Lạt yêu
- Giáng sinh Ma Liêng
- Mưa buồn thế hệ
- Một ngày mai
- Nhà cũ vườn xưa
- Những cánh mai vàng
- Những giọt sương
- Ngày xưa
- Nhớ Sài Gòn
- Thôn trăng (1956) (Ký tên Mạnh Bích - Nguyên Diệu)
- Thương tà áo bay (1961) (Nguyên Đàm - Văn Giảng)
- Tôi sẽ đưa em về (viết chung với Y Vân)
- Trên đồi vắng (viết chung với Y Vân)
- Thư người chiến binh (1958) (viết chung với Văn Giảng, ký tên Nguyên Đàm)
- Tình già
- Tình ca người vượt biển
- Trăng mờ Ma Liêng
- Về động đào hoa
- Vê miền núi cao
- Ước thầm

Theo chia sẻ của nhạc sĩ Mạnh Bích, bài hát nào mà ông phổ thơ, ông xem như đó là thể loại Tình thơ ý nhạc. Còn thể loại nào mà ông viết cả nhạc lẫn lời thì ông gọi đó là Tình ca.

### Sách đã xuất bản

#### Sách tiếng Pháp
- Le douloureux voyage (tạm dịch : Tâm sự lưu vong nói với con cháu)
- Promenade dans leurs jardins (tạm dịch : Dịch thơ hay của một số nhà thơ)
- Le Viêt nam crucifìé (tạm dịch : Lịch sử Việt Nam bị khóa chặt)[6][3]

#### Sách tiếng Việt
- Dòng sông trầm lặng
- Gió cuốn mây bay
- Tam giáo và Việt tính
- Lá rụng
- Những đêm nổi loạn
- Người công dân thế kỷ 21